# Wir, Geiseln der SS
Wir, Geiseln der SS ist ein zweiteiliger deutscher Dokumentarfilm aus dem Jahr 2015. Produziert wurde er von der Gebrüder Beetz Filmproduktion in Zusammenarbeit mit den Auftragssendern ZDF, ARTE, ORF und RAI. Die Umsetzung übernahm als Autor und Regisseur Christian Frey sowie die szenische Regie Carsten Gutschmidt. Die Premiere fand am 7. April 2015 auf ARTE im Rahmen eines Themenabends zum 70. Jahrestag der historischen Ereignisse statt.

## Handlung
Das zweiteilige Doku-Drama handelt mit der von Henriette Schmidt gespielten Fey von Hassell als Ich-Erzählerin von der Odyssee der Sonder- und Sippen-Häftlinge, die in den letzten Widerstands-Plänen der SS in der sogenannten „Alpenfestung“ festgehalten werden sollten, sowie von deren Befreiung in Südtirol durch die deutsche Wehrmacht kurz vor Kriegsende. Unter den Häftlingen befanden sich auch viele prominente Personen wie der österreichische Kanzler Kurt Schuschnigg (gespielt von Martin Thaler) mitsamt Frau und kleiner Tochter und der französische Premier Léon Blum mit seiner Ehefrau. Geschildert wird das Geschehen vor allem aus der Perspektive von Kindern und Müttern, die damals in Sippenhaftung des Nationalsozialismus geraten waren. Das waren zum Beispiel die Cousinen Goerdeler (Caroline Heberling und Xenia Benevolenskaya), sowie Ingeborg Schröder (Isabelle Barth) die Ehefrau des Widerstandskämpfers Johannes Schröder und ihre Kinder Sibylle-Maria (Anastasia C. Zander), Hans-Dietrich (Philipp Franck) und Harring Schröder (Camillo Schlagintweit).
Die SS-Geiseln wurden aus verschiedenen Lagern im April 1945 im KZ Dachau gesammelt und unter den Befehl des SS-Obersturmführers Edgar Stiller (Gerhard Wittmann) gestellt. Schon bald danach begann der Abtransport in Bussen neben den Todesmärschen der anderen KZ-Häftlinge nach Österreich ins Lager Innsbruck, wo SS-Untersturmführer Bader (Uwe Bohm) dem Sonderkommando zugeordnet wurde. Von dort ging die Fahrt weiter ins Hochpustertal (Südtirol), wo die beiden SS-Soldaten auf weitere Befehle warteten und den Trupp kurzzeitig auch verließen. Dies nutzte der inhaftierte Wehrmachtsoffizier Oberst von Bonin (Tim Bergmann), um die Frauen und Kinder, darunter auch die Cousinen Goerdeler und Ingeborg Schröder und ihre drei Kinder, zeitweilig aus der Gefangenschaft zu befreien und mit ihnen gemeinsam das nahegelegene Niederdorf zu erreichen. Doch wurden sie bald danach wieder abgefangen. Oberst von Bonin entkam aber ein zweites Mal und informierte die Wehrmacht in Person von Wichard von Alvensleben (Rainer Frank) über die lebensbedrohliche Situation der Geiseln, worauf dieser sich unverzüglich mit einer Einheit auf den Weg nach Niederdorf begab.
Die Dokumentation wird immer wieder ergänzt durch historische Aufnahmen und Dokumente sowie durch Interviews mit einigen überlebenden SS-Geiseln (Jutta und Benigna Goerdeler, Hans-Dietrich und Sibylle-Maria Schröder), den Historikern David Stafford und Timothy Naftali und dem Sachbuchautor Ian Sayer.

## Pressestimmen
„Die Dokumentation beginnt erzählerisch etwas aufgesetzt und schwerfällig, schlägt aber bald in Bann, weil hier nun einmal keine erfundene Geschichte aufgerufen wird und weil die Darsteller in den von dem Regisseur Carsten Gutschmidt betreuten Spielszenen die dramatische Handlung an sich ziehen. Das ist – angefangen bei Henriette Schmidt als Fey von Hassell und Tim Bergmann als Oberst von Bonin bis zu Uwe Bohm als sadistischem SS-Untersturmführer Bader – nicht die Statisterie, die bei fiktional ergänzten Doku-Stücken sonst häufig anzutreffen ist. Und das ist dieser unglaublichen Geschichte nur angemessen und macht Freys Film absolut sehenswert.“

Das Nachrichtenmagazin Focus spricht von: „…apokalyptischer Naziweltreichsuntergangsdüsternis. So oder ähnlich könnte es gewesen sein, spielen uns die ZDF-Darsteller vor. Ärgerlich, wenn Fernsehen Geschichte zur Geschichtenerzählerei nutzt.“
Das Onlineportal Funke Mediengruppe kritisierte die im ZDF gekürzt gezeigte Filmfassung: „Ein dramatisches und wichtiges, im TV selten gezeigtes Kapitel des Zweiten Weltkriegs. Leider gekürzt.“

## Auszeichnungen und Nominierungen
- Nominierung für den Gold Panda Award 2015, Sichuan TV Festival, Chengdu (China)[6]

## Sonstiges
- Die aufwendigen Dreharbeiten fanden für eine bessere Authentizität zum Teil auch an historischen Originalschauplätzen statt; dazu zählen Marktplatz und Gebäude von Niederdorf und das Hotel Pragser Wildsee in Südtirol (Italien).[7]
- Insgesamt wurden drei deutsche Versionen der Serie produziert und veröffentlicht. Im Sender ARTE wurden die je 52-minütigen Teile „Fahrt ins Ungewisse“ und „Auf Messers Schneide“ gesendet. Für das ZDF erstellte man eine 45-minütige Zusammenfassung, die den Titel „Odyssee vor Kriegsende“ trägt und am 14. April 2015 um 20:15 Uhr Weltpremiere hatte. Eine weitere Version wurde am 10. April 2015 im ORF gezeigt und stellt eine 90-minütige Gesamtfassung der Serie dar.[8]